# Folco I di Cardona
Folco di Cardona (seconda metà del X secolo – 1040) fu visconte di Cardona dal 1029 circa fino alla sua morte.

## Origine
Folco, secondo il documento nº 10 del Diplomatari de la vila de Cardona, anys 966-1276, datato 1005 (non consultato), era il figlio secondogenito  del Visconte di Cardona, Raimondo I e della moglie, Enguncia, di cui non si conoscono gli ascendenti.

Raimondo I di Cardona, secondo il documento nº 50 della Colección diplomática de Sant Pere de Casserres. Volumen I, datato 994 (non consultato), era figlio del Visconte di Cardona, Wadaldo II e della moglie, Ermetrude, di cui non si conoscono gli ascendenti.

## Biografia
Di Folco I si hanno poche notizie.
Folco lo troviamo citato una prima volta, assieme ai genitori Raimondo I e Enguncia, e ai fratelli, Bermondo e Eribalo (Raimundus vicecomes et coniux mea Enguncia vicecomitissa et filii nostri Bermundus et Eriballus et Fulco) nel documento nº 12 del Diplomatari de la vila de Cardona, anys 966-1276 (non consultato).
Suo padre, Raimondo I, viene citato un'ultima volta in un documento, nel 1010 (Ramon biscompte), nel documento nº 94 della Colección diplomática de Sant Pere de Casserres. Volumen I (non consultato).
Non si conosce l'anno esatto della morte di suo padre, Raimondo I, che avvenne tra il 1010 ed il 1012, in quanto, nel documento nº 96 del Diplomatari de la vila de Cardona, anys 966-1276, datato 15 luglio 1012 (non consultato), sono citati sua madre, Enguncia e suo fratello primogenito, Bermondo, col titolo di visconte (Enguncia vicechomitissa, Bermundo vicechomite), che lascia presumere che suo fratello, Bermondo, fosse succeduto al padre.
Nel 1026, suo fratello, Bermondo, essendo privo di discendenza, fece testamento a favore della moglie, Ermesinda, dei fratelli, Eribalo e Folco (domna Ermissindi comitissa et fratre meo Eriballo archilevita et Fulco fratre meo) e del fratello Raimondo (Remundo fratre nostro), secondo il documento nº 19 del Diplomatari de la vila de Cardona, anys 966-1276 (non consultato); Eribalo in gioventù aveva seguito una carriera ecclesiastica.
Non si conosce la data esatta della morte di Bermondo, ma si presume che sia morto tra il 1029 ed il 1030, in quanto il documento nº 21 del Diplomatari de la vila de Cardona, anys 966-1276, datato 18 aprile 1030 (non consultato), conferma l'esecuzione delle volontà testamentarie da parte della moglie e dei fratelli (Ermessendis comitisse et Eriballus archilevita et Fulco frater suus).
Suo fratello, Eribalo succedette a Bermondo, come viene confermato nel documento nº 21 del Diplomatari de la vila de Cardona, anys 966-1276, datato 1034 (non consultato), in cui Eribalo viene citato col titolo di visconte assieme ai fratelli, Folco e Raimondo (Eriballus vicecomite et Fulchone et Raymundo fratres eius). Folco affiancò il fratello ecclesiastico.
Nell'aprile 1036, suo fratello, Eribalo, divenne vescovo di Urgell; infatti ce lo confermano il documento nº 131 del Diplomatari i escrits literaris de l'abat i bisbe Oliba, in cui Eribalo viene citato come vescovo, assieme al fratello Folco, citato come visconte e alla madre, Enguncia (Eriballus…episcopus…cum fratre meo Fulchone vicecomite ienetrixque nostra Enguncia vicecomitissa), del 1038.
Non si conosce la data esatta della morte di suo fratello, Eribalo, ma si presume che sia morto nel 1040, anno in cui il 23 ottobre aveva fatto una donazione (Heribaldus…Urgellensis episcopus), secondo il documento nº 33 del Diplomatari de la vila de Cardona, anys 966-1276 (non consultato), dopo che il giorno prima aveva fatto testamento, designando come erede il figlio di Folco, Raimondo Folco, come riportato dal documento nº 160 della Colección diplomática de Sant Pere de Casserres. Volumen I (non consultato).

Da questo documento si suppone che Folco sia premorto al fratello; secondo il Necrologio Sanctæ Mariæ Serratexii, il visconte, Folco (Fulco vice comes) era morto il 30 gennaio 1039 (III Kal Feb...anni Dni I.XXX.VIIII).

## Matrimonio e discendenza
Folco, tra il seconda e il terzo decennio del secolo XI, come conferma il documento nº 59 del Quan els vescontes de Barcelona eren, aveva sposato Guisla di Barcellona († dopo il 1041), che, secondo il documento nº 35 del Quan els vescontes de Barcelona eren era figlia del visconte di Barcellona, Geriberto e della moglie, Ermengarda di Barcellona, figlia del conte di Barcellona, Gerona, Osona e Urgell, Borrell II.

Guisla, secondo quest'ultimo documento, pare fosse al secondo matrimonio, essendo citato un marito di nome, Seniol, del quale era vedova.

In quanto sorella di Mir Geribert, che si era autoproclamato principe d'Olèrdola, secondo il documento nº 45 del Quan els vescontes de Barcelona eren, la viscontessa Guisla (Gilla vicecomitissa), nel dicembre 1039, dovette prestare giuramento di fedeltà al conte di Barcellona e Gerona, Raimondo Berengario I (Reimundo comite Barchinonensis) e alla moglie Elisabetta (uxor tua Elisabet comitisa); nel 1040, Gisla, secondo il documento nº 33 del Diplomatari de la vila de Cardona, anys 966-1276 (non consultato) fece una donazione unitamente al figlio, Raimondo Folco, e l'11 dicembre 1041, Guisla (Guiliam vicecomitissam), sempre assieme al figlio, Raimondo Folco (filii sui quos habuit de Fulcho vicecomite), stipulò una convenzione col capitolo della signoria di Barcellona.

Folco da Guisla ebbe due figli:
- Raimondo Folco (prima del 1024 - dopo il 1083), Visconte di Cardona[7];
- Folco (dopo il 1024 - dopo il 1098), vescovo di Barcellona, come viene confermato dal documento n° CCCXVIII della Appendix de la Marca Hispanica sive Limes Hispanicus[11].

### Fonti primarie
- (LA)  Quan els vescontes de Barcelona eren Archiviato il 20 dicembre 2014 in Internet Archive..
- (LA)  #ES Marca Hispanica sive Limes Hispanicus.
- (ES)  #ES Diplomatari i escrits literaris de l'abat i bisbe Oliba.
- (LA)  Viage literario a las iglesias de España. Tomo 8.